# Carl-Erik Ohlson
Carl-Erik Ohlson (* 23. September 1920 in Hälleviksstrand, Orust; † 24. Dezember 2015 in Göteborg) war ein schwedischer Segler.

## Erfolge
Carl-Erik Ohlson, der Mitglied im Göteborgs Kungliga Segelsällskap war, nahm in der 5,5-m-Klasse bei den Olympischen Spielen 1952 in Helsinki teil. Er war dabei neben Magnus Wassén Crewmitglied der Hojwa, als deren Skipper Wasséns Bruder Folke Wassén fungierte. Sie gewannen zwar zwei der insgesamt sieben Wettfahrten, verpassten aber aufgrund schwächerer Ergebnisse in den übrigen Wettfahrten die Spitze und belegten mit 4554 Punkten den dritten Platz hinter Britton Chances Complex II aus den Vereinigten Staaten und Peder Lundes Encore aus Norwegen, womit sie die Bronzemedaille erhielten.
Ohlson war ebenso wie sein älterer Bruder Einar ein erfolgreicher Schiffbauer. Sie entwarfen und bauten die Yacht Rush V, mit der Lars Thörn bei den Olympischen Spielen 1956 in Melbourne in der 5,5-Meter-Klasse Olympiasieger wurde.